# Aleksandr Prokofjew-Siewierski
Aleksandr Nikołajewicz Prokofjew-Siewierski, ros. Александр Николаевич Прокофьев-Северский, ang. Alexander Procofieff de Seversky (ur. 26 maja?/7 czerwca 1894 w Tyflisie, zm. 24 sierpnia 1974 w Nowym Jorku) – rosyjsko-amerykański pionier lotnictwa, as myśliwski Imperium Rosyjskiego. Teoretyk geopolityki i geostrategii.

## Życiorys
Podczas I wojny światowej stracił prawą nogę, z protezą strącił 6 samolotów niemieckich. W 1917 r. został w Stanach Zjednoczonych. Wspólnie z Aleksandrem Kartweli projektant samolotu myśliwskiego Seversky P-35. Jego firma Seversky Aircraft Corporation produkowała myśliwiec Republic P-47 Thunderbolt.
Był twórcą koncepcji geostrategicznej, według której wojna pomiędzy USA i ZSRR miałaby się toczyć nad Arktyką, ze względu na relatywną bliskość przez biegun północny. Dowodził wyższości lotnictwa strategicznego nad siłami morskimi. Twierdził, że opanowanie terenu na wschód od Uralu pozwoli na zwycięstwo USA, natomiast opanowanie wschodniego wybrzeża USA pozwoli na zwycięstwo ZSRR (centra przemysłowe obu krajów).
Napisał dwie ważne książki, które miały duży wpływ na politykę militarną USA w okresie zimnej wojny, jak również na rozwój geostrategii. Pierwsza została wydana w 1942 r. pt. Victory Through Air Power („Zwycięstwo dzięki potędze powietrznej”). Zaleca w niej rozwój lotnictwa bombowego dalekiego zasięgu, zdolnego do rażenia celów w Japonii i w Niemczech z terytorium USA bez międzylądowań. Przewidywał, że rozwój strategicznego lotnictwa znacznie zredukuje znaczenie tradycyjnych sił zbrojnych. Jeszcze większe znaczenie miała jego kolejna książka, wydana osiem lat później, pt. Air Power: Key to Survival („Potęga powietrzna: klucz do przetrwania”).